# Бегемот європейський
Європейський бегемот (Hippopotamus antiquus) — вимерлий вид роду бегемотів, що мешкав в Європі в плейстоцені. Його ареал включав територію від Піренейського півострова до Британських островів і річки Рейн.

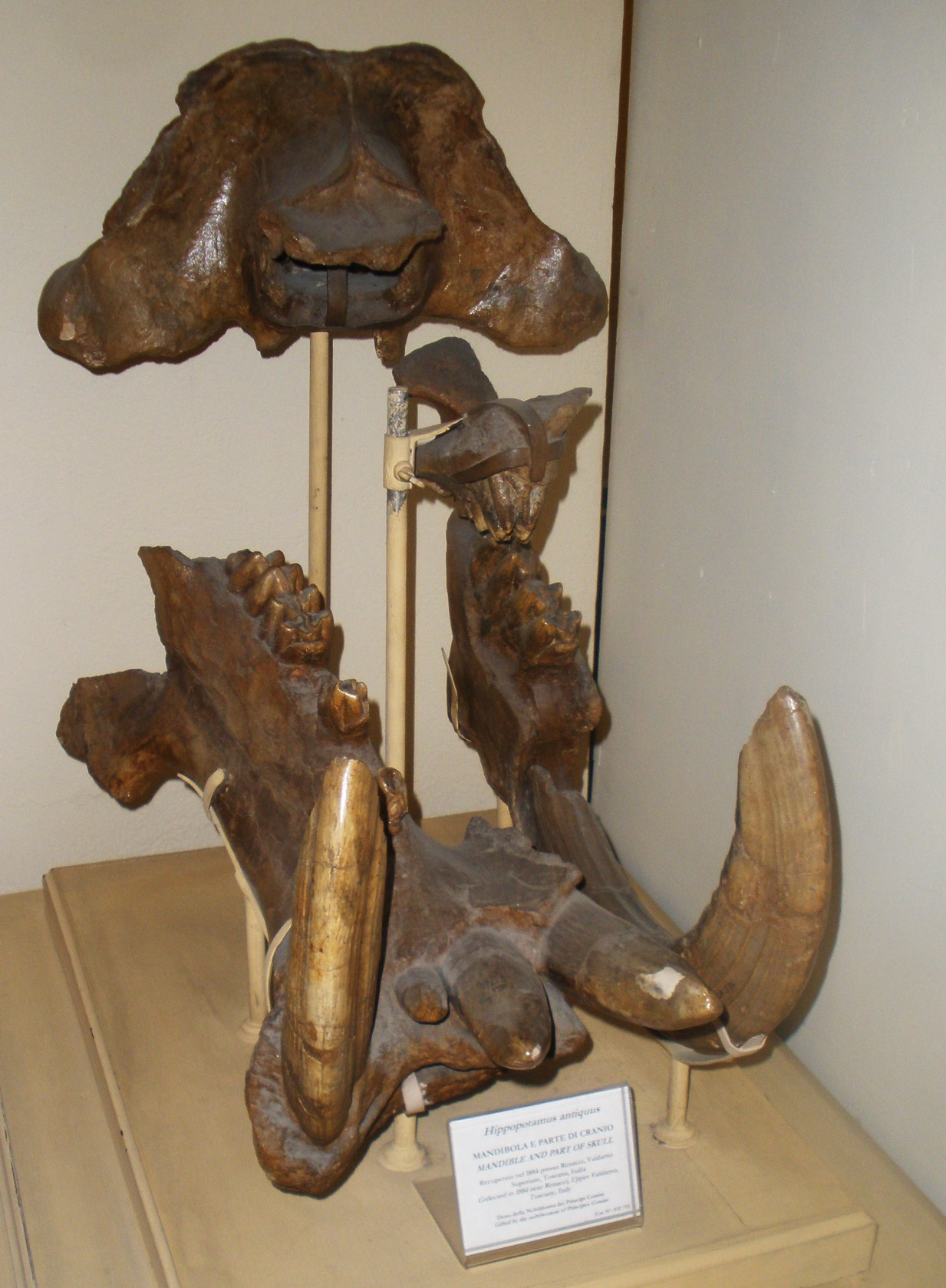
Щелепи

Європейський бегемот в середньому був більший, ніж сучасний звичайний бегемот. Європейські бегемоти виникли 1,8 млн років тому. В середньому і пізньому плейстоцені звичайний бегемот також мешкав в Європі.
Критський карликовий бегемот (Hippopotamus creutzburgi), імовірно, походить від європейського бегемота, в результаті острівної карликовості.